# Уилсън Фитипалди
Вижте пояснителната страница за други личности с името Фитипалди.
Уилсън Фитипалди-младши (на португалски: Wilson Fittipaldi Júnior) е бивш бразилски пилот и собственик на тим от Формула 1. Той е по-възрастен брат на Световния шампион - Емерсон Фитипалди и баща на бившия пилот от Формула 1 - Кристиан Фитипалди.
През 1974 година решава да създаде собствен тим - Фитипалди Аутомотив (Fittipaldi Automotive) във Формула 1, финансиран предимно от бразилски бизнесмени. Успява да го стори без трудности, заради огромната популярност на брат си Емерсон който става пилот в тима. „Фитипалди Аутомотив“ съществува като екип от Формула 1 до 1980 година, след напускането, участват в нешампионатни състезания.